# Tetropiopsis
Tetropiopsis är ett släkte av skalbaggar. Tetropiopsis ingår i familjen långhorningar.
Kladogram enligt Catalogue of Life:
| Tetropiopsis | \| \| Tetropiopsis numidica \| \| \| \| \| \| Tetropiopsis somaliensis \| \| \| \| |
|              | \| \| Tetropiopsis numidica \| \| \| \| \| \| Tetropiopsis somaliensis \| \| \| \| |
|              | Tetropiopsis numidica                                                              |
|              |                                                                                    |
|              | Tetropiopsis somaliensis                                                           |
|              |                                                                                    |